# The Usual Suspects (Belgische punkband)
The Usual Suspects was een punkband uit Leuven. De groep werd opgericht in de zomer van 2001. Twee bandleden speelden toen bij de grindcore-formatie Ulrikes Dream. 
The Usual Suspects mengden ska, reggae en dub tot een dansbare punkvariant. De songteksten waren vaak politiek geïnspireerd en sterk anarchistisch gekleurd. De band had de DIY-principes hoog in het vaandel staan. 
The Usual Suspects toerden regelmatig door Europa. De band speelde een laatste show op  14 november 2014 in thuisstad Leuven.

## Discografie

### Releases
- "Hasta la vista, commandante" (cd)(2002)
- "Class War" (split-ep met Agathocles) (2004)
- "Breaking bars and crushing codes" (cd) (2007)

### Compilaties
- "Remote controlled": nummer op "Squattus Ex Machina", een benefiet-compilatie van de Leuvense kraakbeweging (cd) (2005)
- "Breken die wet": nummer op Lappersfort-benefietcompilatie (2005)
- "Vivre libre ou mourir"": Bérurier Noir-cover op Franse punkcompilatie "Le DIY ou la Mort"

## Andere projecten
Leden van The Usual Suspects spelen ook in volgende bands:
- Cop on Fire (dub/reggae)
- Ulrikes Dream
- Death Church
- Belgian Asociality
- Donder, Hel & Hagel
- Turbo Warrior of Steel